# Mistrzostwa Świata Juniorów w Hokeju na Lodzie 2017/II Dywizja
Mistrzostwa Świata Juniorów w Hokeju na Lodzie II dywizji 2017 odbyły się w dwóch państwach: na Estonii (Tallinn) oraz w Hiszpanii (Logroño). Zawody grupy A rozgrywano w dniach 11–17 grudnia 2016 roku, a grupy B 7-13 stycznia 2017 roku.
W mistrzostwach drugiej dywizji uczestniczyło 12 zespołów, które zostały podzielone na dwie grupy po 6 zespołów. Rozgrywały one mecze systemem każdy z każdym. Pierwsza drużyna turnieju grupy A awansowały do mistrzostw świata dywizji IB w 2018 roku, ostatni zespół grupy A w 2018 roku zagra w grupie B, zastępując zwycięzcę turnieju grupy B. Najsłabsza drużyna grupy B spadła do trzeciej dywizji.
Hale, w których odbyły się zawody to:
- Tondiraba Icehall (Tallinn)
- Logroño Arena (Logroño)

## Grupa A
Wyniki
| 11 grudnia 2016 | Rumunia | 3:4 pk. | Chorwacja | Tondiraba Icehall, Tallinn |

| Szczegóły      | Szczegóły                                                      | Szczegóły                 | Szczegóły                                                                                  | Szczegóły                                                                                |
| -------------- | -------------------------------------------------------------- | ------------------------- | ------------------------------------------------------------------------------------------ | ---------------------------------------------------------------------------------------- |
| Godzina: 13:00 | S. Rokaly (EQ) 26:52 Z. Sándor (EQ) 29:06 O. Szopos (EQ) 34:18 | (0:1, 3:0, 0:2, 0:0, 0:1) | 06:36 (EQ) S. Cizmadija 50:31 (EQ) J. Smolec 53:05 (EQ) T. Trstenjak 65:00 (GWG) J. Smolec | Widzów: 105 Sędzia główny: Miha Bulovec Sędziowie liniowi: Sindri Gunnarsson Toivo Tilku |
| Godzina: 13:00 | 4 min. kar                                                     |                           | 4 min. kar                                                                                 | Widzów: 105 Sędzia główny: Miha Bulovec Sędziowie liniowi: Sindri Gunnarsson Toivo Tilku |

| 11 grudnia 2016 | Estonia | 2:6 | Japonia | Tondiraba Icehall, Tallinn |

| Szczegóły      | Szczegóły                                     | Szczegóły       | Szczegóły | Szczegóły                                                                                       |
| -------------- | --------------------------------------------- | --------------- | --- | ----------------------------------------------------------------------------------------------- |
| Godzina: 16:30 | N. Smirnov (PP) 05:06 D. Kuznetsov (EQ) 58:06 | (1:2, 0:0, 1:4) | 10:13 (PP) Y. Nakayashiki 17:32 (EQ) M. Tokoro 40:58 (EQ) D. Saito 49:12 (PP) A. Ikeda 56:58 (PP) D. Saito 59:30 (PP) H. Matsui | Widzów: 249 Sędzia główny: Tim Tzirtziganis Sędziowie liniowi: Timo Heinonen Chris van Grinsven |
| Godzina: 16:30 | 16 min. kar                                   |                 | 10 min. kar | Widzów: 249 Sędzia główny: Tim Tzirtziganis Sędziowie liniowi: Timo Heinonen Chris van Grinsven |

| 11 grudnia 2016 | Litwa | 5:0 | Holandia | Tondiraba Icehall, Tallinn |

| Szczegóły      | Szczegóły | Szczegóły       | Szczegóły  | Szczegóły                                                                               |
| -------------- | --- | --------------- | ---------- | --------------------------------------------------------------------------------------- |
| Godzina: 20:00 | P. Misiuk (EQ) 07:45 M. Kaleinikovas (EQ) 10:04 E. Krakauskas (EQ) 38:14 D. Bogdziul (EQ) 41:46 I. Ragas (EQ) 49:46 | (2:0, 1:0, 2:0) |            | Widzów: 167 Sędzia główny: Alex Lazzeri Sędziowie liniowi: Anton Semjonov Matus Stanzel |
| Godzina: 20:00 | 10 min. kar |                 | 4 min. kar | Widzów: 167 Sędzia główny: Alex Lazzeri Sędziowie liniowi: Anton Semjonov Matus Stanzel |

| 12 grudnia 2016 | Japonia | 11:2 | Chorwacja | Tondiraba Icehall, Tallinn |

| Szczegóły      | Szczegóły | Szczegóły       | Szczegóły                                   | Szczegóły                                                                                     |
| -------------- | --- | --------------- | ------------------------------------------- | --------------------------------------------------------------------------------------------- |
| Godzina: 13:00 | Y. Nakayashiki (PP) 09:01 D. Igari (EQ) 12:30 T. Namae (EQ) 15:13 W. Matsui (PP) 16:19 A. Ikeda (EQ) 17:15 D. Saito (EQ) 21:06 K. Koba (EQ) 31:50 A. Ikeda (EQ) 36:33 T. Namae (EQ) 45:20 M. Tokoro (EQ) 46:13 R. Shimizu (EQ) 54:10 | (5:1, 3:0, 3:1) | 11:45 (EQ) D. R. Canic 42:03 (PP) J. Smolec | Widzów: 108 Sędzia główny: Tim Tzirtziganis Sędziowie liniowi: Toivo Tilku Chris van Grinsven |
| Godzina: 13:00 | 6 min. kar |                 | 8 min. kar                                  | Widzów: 108 Sędzia główny: Tim Tzirtziganis Sędziowie liniowi: Toivo Tilku Chris van Grinsven |

| 12 grudnia 2016 | Holandia | 2:6 | Rumunia | Tondiraba Icehall, Tallinn |

| Szczegóły      | Szczegóły                                    | Szczegóły       | Szczegóły | Szczegóły                                                                                 |
| -------------- | -------------------------------------------- | --------------- | --- | ----------------------------------------------------------------------------------------- |
| Godzina: 16:30 | M. Hermens (EQ) 09:47 J. de Bonth (EQ) 47:07 | (1:1, 0:2, 1:3) | 14:24 (EQ) T. Reszegh 24:54 (EQ) Z. Sándor 31:06 (EQ) A. Vasile 42:26 (EQ) F. Creanga 53:29 (EQ) S. Rokaly 57:41 (PP) T. Reszegh | Widzów: 175 Sędzia główny: Dean Smith Sędziowie liniowi: Sindri Gunnarsson Anton Semjonov |
| Godzina: 16:30 | 14 min. kar                                  |                 | 14 min. kar | Widzów: 175 Sędzia główny: Dean Smith Sędziowie liniowi: Sindri Gunnarsson Anton Semjonov |

| 12 grudnia 2016 | Litwa | 7:1 | Estonia | Tondiraba Icehall, Tallinn |

| Szczegóły      | Szczegóły | Szczegóły       | Szczegóły                | Szczegóły                                                                           |
| -------------- | --- | --------------- | ------------------------ | ----------------------------------------------------------------------------------- |
| Godzina: 20:00 | E. Krakauskas (EQ) 03:30 M. Kaleinikovas (EQ) 26:45 E. Krakauskas (EQ) 32:50 P. Misiuk (EQ) 46:14 D. Bogdziul (PP) 53:57 A. Laukaitis (EQ) 55:26 D. Bogdziul (EQ) 59:17 | (1:1, 2:0, 4:0) | 06:57 (EQ) V. Nestertsuk | Widzów: 527 Sędzia główny: Miha Bulovec Sędziowie liniowi: Josef Spur Malus Stanzel |
| Godzina: 20:00 | 10 min. kar |                 | 16 min. kar              | Widzów: 527 Sędzia główny: Miha Bulovec Sędziowie liniowi: Josef Spur Malus Stanzel |

| 14 grudnia 2016 | Japonia | 7:2 | Holandia | Tondiraba Icehall, Tallinn |

| Szczegóły      | Szczegóły | Szczegóły       | Szczegóły                                   | Szczegóły                                                                                 |
| -------------- | --- | --------------- | ------------------------------------------- | ----------------------------------------------------------------------------------------- |
| Godzina: 13:00 | J. Sawade (EQ) 16:16 H. Matsui (EQ) 25:36 J. Sawade (EQ) 41:04 A. Ikeda (EQ) 42:34 / H. Tokuda (EQ) 44:53 H. Tokuda (EQ) 48:56 J. Sawade (SH) 55:16 | (1:0, 1:0, 5:2) | 49:36 (EQ) J. Geurts 58:47 (EQ) J. De Bonth | Widzów: 98 Sędzia główny: Alex Lazzeri Sędziowie liniowi: Sindri Gunnarsson Timo Heinonen |
| Godzina: 13:00 | 37 min. kar |                 | 8 min. kar                                  | Widzów: 98 Sędzia główny: Alex Lazzeri Sędziowie liniowi: Sindri Gunnarsson Timo Heinonen |

| 14 grudnia 2016 | Litwa | 11:5 | Rumunia | Tondiraba Icehall, Tallinn |

| Szczegóły      | Szczegóły | Szczegóły       | Szczegóły                                                                                                | Szczegóły                                                                                   |
| -------------- | --- | --------------- | --- | ------------------------------------------------------------------------------------------- |
| Godzina: 16:30 | P. Misiuk (EQ) 01:45 E. Krakauskas (EQ) 06:15 E. Krakauskas (PP) 18:53 E. Krakauskas (EQ) 24:07 E. Boroska (EQ) 24:19 E. Boroska (PP) 26:55 E. Krakauskas (EQ) 29:55 D. Mukovoz (EQ) 33:39 D. Kuzminov (EQ) 37:57 P. Misiuk (EQ) 43:42 L. Jonuska (PP) 48:13 | (3:1, 6:2, 2:2) | 02:11 (EQ) S. Rokaly 28:28 (PP) T. Reszegh 31:20 (EQ) B. Gajdo 56:54 (EQ) S. Rokaly 59:47 (PP) S. Rokaly | Widzów: 143 Sędzia główny: Tim Tzirtziganis Sędziowie liniowi: Anton Semjonov Matus Stanzel |
| Godzina: 16:30 | 12 min. kar |                 | 8 min. kar                                                                                               | Widzów: 143 Sędzia główny: Tim Tzirtziganis Sędziowie liniowi: Anton Semjonov Matus Stanzel |

| 14 grudnia 2016 | Estonia | 6:3 | Chorwacja | Tondiraba Icehall, Tallinn |

| Szczegóły      | Szczegóły | Szczegóły       | Szczegóły                                                       | Szczegóły                                                                              |
| -------------- | --- | --------------- | --------------------------------------------------------------- | -------------------------------------------------------------------------------------- |
| Godzina: 20:00 | V. Nestertsuk (EQ) 07:57 V. Nestertsuk (EQ) 24:26 N. Kozorev (EQ) 43:41 R. Arrak (PP) 51:36 V. Sverdlov (PP) 55:08 N. Smirnov (PP) 56:50 | (1:1, 1:0, 4:2) | 11:53 (EQ) D. R. Canic 43:56 (EQ) B. Crnec 48:05 (EQ) J. Vuglac | Widzów: 385 Sędzia główny: Dean Smith Sędziowie liniowi: Josef Spur Chris van Grinsven |
| Godzina: 20:00 | 8 min. kar |                 | 26 min. kar                                                     | Widzów: 385 Sędzia główny: Dean Smith Sędziowie liniowi: Josef Spur Chris van Grinsven |

| 16 grudnia 2016 | Chorwacja | 0:13 | Litwa | Tondiraba Icehall, Tallinn |

| Szczegóły      | Szczegóły   | Szczegóły       | Szczegóły | Szczegóły                                                                                   |
| -------------- | ----------- | --------------- | --- | ------------------------------------------------------------------------------------------- |
| Godzina: 13:00 |             | (0:7, 0:4, 0:2) | 04:20 (PP) M. Kaleinikovas 05:02 (PP) E. Protcenko 09:10 (EQ) E. Krakauskas 12:50 (PP) I. Cetvertak 15:11 (SH) P. Misiuk 18:07 (PP) I. Cetvertak 18:34 (EQ) L. Kudrevicius 24:33 (EQ) M. Kaleinikovas 27:45 (EQ) M. Kaleinikovas 29:40 (EQ) I. Cetvertak 31:38 (PP2) I. Cetvertak 55:57 (EQ) A. Laukaitis 56:20 (EQ) E. Boroska | Widzów: 189 Sędzia główny: Miha Bulovec Sędziowie liniowi: Sindri Gunnarsson Anton Semjonov |
| Godzina: 13:00 | 32 min. kar |                 | 6 min. kar | Widzów: 189 Sędzia główny: Miha Bulovec Sędziowie liniowi: Sindri Gunnarsson Anton Semjonov |

| 16 grudnia 2016 | Rumunia | 1:7 | Japonia | Tondiraba Icehall, Tallinn |

| Szczegóły      | Szczegóły            | Szczegóły       | Szczegóły | Szczegóły                                                                       |
| -------------- | -------------------- | --------------- | --- | ------------------------------------------------------------------------------- |
| Godzina: 16:30 | A. Vasile (EQ) 05:49 | (1:2, 0:2, 0:3) | 01:06 (EQ) H. Tokuda 10:54 (EQ) M. Tokoro 30:32 (EQ) Y. Kon 32:00 (EQ) M. Tokoro 49:11 (EQ) T. Namae 53:58 (EQ) W. Matsui 56:13 (EQ) H. Tokuda | Widzów: 108 Sędzia główny: Dean Smith Sędziowie liniowi: Josef Spur Toivo Tilku |
| Godzina: 16:30 | 6 min. kar           |                 | 16 min. kar | Widzów: 108 Sędzia główny: Dean Smith Sędziowie liniowi: Josef Spur Toivo Tilku |

| 16 grudnia 2016 | Holandia | 2:4 | Estonia | Tondiraba Icehall, Tallinn |

| Szczegóły      | Szczegóły                                      | Szczegóły       | Szczegóły                                                                                   | Szczegóły                                                                                   |
| -------------- | ---------------------------------------------- | --------------- | ------------------------------------------------------------------------------------------- | ------------------------------------------------------------------------------------------- |
| Godzina: 20:00 | T. Tjin-A-Ton (PP) 22:21 M. Hermens (PS) 54:39 | (0:1, 1:3, 1:0) | 04:32 (PP) N. Kozorev 24:55 (SH) E. Slessarevski 32:06 (EQ) K. Volkov 34:00 (EQ) N. Smirnov | Widzów: 427 Sędzia główny: Alex Lazzeri Sędziowie liniowi: Timo Heinonen Chris van Grinsven |
| Godzina: 20:00 | 10 min. kar                                    |                 | 12 min. kar                                                                                 | Widzów: 427 Sędzia główny: Alex Lazzeri Sędziowie liniowi: Timo Heinonen Chris van Grinsven |

| 17 grudnia 2016 | Japonia | 4:6 | Litwa | Tondiraba Icehall, Tallinn |

| Szczegóły      | Szczegóły                                                                        | Szczegóły       | Szczegóły | Szczegóły                                                                                |
| -------------- | -------------------------------------------------------------------------------- | --------------- | --- | ---------------------------------------------------------------------------------------- |
| Godzina: 13:00 | A. Ikeda (EQ) 02:57 J. Sawade (PP) 09:32 D. Saito (EQ) 27:28 D. Igari (PP) 59:17 | (2:2, 1:2, 1:2) | 12:03 (EQ) K. Gusevas 12:38 (PP) E. Krakauskas 20:33 (EQ) E. Krakauskas 22:52 (EQ) E. Krakauskas 46:45 (PP) A. Laukaitis 59:57 (EQ) D. Bogdziul | Widzów: 363 Sędzia główny: Miha Bulovec Sędziowie liniowi: Josef Spur Chris van Grinsven |
| Godzina: 13:00 | 22 min. kar                                                                      |                 | 6 min. kar | Widzów: 363 Sędzia główny: Miha Bulovec Sędziowie liniowi: Josef Spur Chris van Grinsven |

| 17 grudnia 2016 | Chorwacja | 2:3 | Holandia | Tondiraba Icehall, Tallinn |

| Szczegóły      | Szczegóły                                    | Szczegóły       | Szczegóły                                                             | Szczegóły                                                                               |
| -------------- | -------------------------------------------- | --------------- | --------------------------------------------------------------------- | --------------------------------------------------------------------------------------- |
| Godzina: 16:30 | H. Kriksic (EQ) 07:24 S. Paulovic (EQ) 07:46 | (2:1, 0:2, 0:0) | 12:22 (PP) K. Willems 36:02 (EQ) T. van Soest 39:49 (EQ) T. van Soest | Widzów: 98 Sędzia główny: Tim Tzirtziganis Sędziowie liniowi: Matus Stanzel Toivo Tilku |
| Godzina: 16:30 | 10 min. kar                                  |                 | 8 min. kar                                                            | Widzów: 98 Sędzia główny: Tim Tzirtziganis Sędziowie liniowi: Matus Stanzel Toivo Tilku |

| 17 grudnia 2016 | Estonia | 5:6 | Rumunia | Tondiraba Icehall, Tallinn |

| Szczegóły      | Szczegóły | Szczegóły       | Szczegóły | Szczegóły                                                                                  |
| -------------- | --- | --------------- | --- | ------------------------------------------------------------------------------------------ |
| Godzina: 20:00 | V. Nestertsuk (EQ) 18:10 V. Nestertsuk (EQ) 24:15 R. Arrak (EQ) 31:55 M. A. Jurgens (EQ) 34:03 V. Nestertsuk (SH) 39:29 | (1:2, 4:1, 0:3) | 15:50 (EQ) F. Creanga 15:59 (EQ) O. Szopos 23:15 (EQ) T. Reszegh 40:47 (EQ) Z. Sándor 55:44 (EQ) T. Reszegh 56:16 (EQ) B. Gajdo | Widzów: 428 Sędzia główny: Alex Lazzeri Sędziowie liniowi: Sindri Gunnarsson Timo Heinonen |
| Godzina: 20:00 | 6 min. kar |                 | 6 min. kar | Widzów: 428 Sędzia główny: Alex Lazzeri Sędziowie liniowi: Sindri Gunnarsson Timo Heinonen |

Tabela
| Lp | Zespół    | M | Pkt | Z | Zd | Pd | P | G+ | G- | +/- |
| -- | --------- | - | --- | - | -- | -- | - | -- | -- | --- |
| 1  | Litwa     | 5 | 15  | 5 | 0  | 0  | 0 | 42 | 10 | +32 |
| 2  | Japonia   | 5 | 12  | 4 | 0  | 0  | 1 | 35 | 13 | +22 |
| 3  | Rumunia   | 5 | 7   | 2 | 0  | 1  | 2 | 21 | 29 | -8  |
| 4  | Estonia   | 5 | 6   | 2 | 0  | 0  | 3 | 18 | 24 | -6  |
| 5  | Holandia  | 5 | 3   | 1 | 0  | 0  | 4 | 9  | 24 | -15 |
| 6  | Chorwacja | 5 | 2   | 0 | 1  | 0  | 4 | 11 | 36 | -25 |

Statystyki indywidualne
- Klasyfikacja strzelców:  Emilijus Krakauskas
- Klasyfikacja asystentów:  Ilja Cetvertak
- Klasyfikacja kanadyjska:  Emilijus Krakauskas
- Klasyfikacja +/−:  Lukas Jonuska
- Klasyfikacja skuteczności interwencji bramkarzy:  Yujiro Isobe
- Klasyfikacja średniej goli straconych na mecz bramkarzy:  Artur Pavliukov

Nagrody indywidualne
Dyrektoriat turnieju wybrał trójkę najlepszych zawodników na każdej pozycji:
- Bramkarz:  Artur Pavliukov
- Obrońca:  Yusuke Kon
- Napastnik:  Emilijus Krakauskas

## Grupa B
Wyniki
| 7 stycznia 2017 | Meksyk | 3:5 | Belgia | Logroño Arena, Logroño |

| Szczegóły      | Szczegóły   | Szczegóły       | Szczegóły   | Szczegóły                                                                                    |
| -------------- | ----------- | --------------- | ----------- | -------------------------------------------------------------------------------------------- |
| Godzina: 13:00 |             | (1:2, 1:1, 1:2) |             | Widzów: 100 Sędzia główny: Andreis Kudrjasovs Sędziowie liniowi: Sergio Biec Kenneth Nielsen |
| Godzina: 13:00 | 20 min. kar |                 | 55 min. kar | Widzów: 100 Sędzia główny: Andreis Kudrjasovs Sędziowie liniowi: Sergio Biec Kenneth Nielsen |

| 7 stycznia 2017 | Serbia | 2:3 pk. | Korea Południowa | Logroño Arena, Logroño |

| Szczegóły      | Szczegóły   | Szczegóły                 | Szczegóły   | Szczegóły                                                                                       |
| -------------- | ----------- | ------------------------- | ----------- | ----------------------------------------------------------------------------------------------- |
| Godzina: 16:30 |             | (0:0, 1:1, 1:1, 0:0, 0:2) |             | Widzów: 120 Sędzia główny: Rainer Kottstorfer Sędziowie liniowi: Tomislav Grozaj Carlos Trobajo |
| Godzina: 16:30 | 14 min. kar |                           | 16 min. kar | Widzów: 120 Sędzia główny: Rainer Kottstorfer Sędziowie liniowi: Tomislav Grozaj Carlos Trobajo |

| 7 stycznia 2017 | Hiszpania | 15:2 | Australia | Logroño Arena, Logroño |

| Szczegóły      | Szczegóły   | Szczegóły       | Szczegóły   | Szczegóły                                                                                         |
| -------------- | ----------- | --------------- | ----------- | ------------------------------------------------------------------------------------------------- |
| Godzina: 20:00 |             | (4:1, 8:1, 3:0) |             | Widzów: 570 Sędzia główny: Joris Muller Sędziowie liniowi: Kensuke Kanazawa Vytautas Lukosevicius |
| Godzina: 20:00 | 16 min. kar |                 | 14 min. kar | Widzów: 570 Sędzia główny: Joris Muller Sędziowie liniowi: Kensuke Kanazawa Vytautas Lukosevicius |

| 8 stycznia 2017 | Korea Południowa | 3:1 | Belgia | Logroño Arena, Logroño |

| Szczegóły      | Szczegóły   | Szczegóły       | Szczegóły   | Szczegóły                                                                                       |
| -------------- | ----------- | --------------- | ----------- | ----------------------------------------------------------------------------------------------- |
| Godzina: 13:00 |             | (1:0, 1:1, 1:0) |             | Widzów: 80 Sędzia główny: Ołeksander Howorun Sędziowie liniowi: Kensuke Kanazawa Carlos Trobajo |
| Godzina: 13:00 | 10 min. kar |                 | 12 min. kar | Widzów: 80 Sędzia główny: Ołeksander Howorun Sędziowie liniowi: Kensuke Kanazawa Carlos Trobajo |

| 8 stycznia 2017 | Australia | 5:6 pd. | Meksyk | Logroño Arena, Logroño |

| Szczegóły      | Szczegóły   | Szczegóły            | Szczegóły   | Szczegóły                                                                                |
| -------------- | ----------- | -------------------- | ----------- | ---------------------------------------------------------------------------------------- |
| Godzina: 16:30 |             | (1:0, 3:3, 1:2, 0:1) |             | Widzów: 86 Sędzia główny: Rainer Kottstorfer Sędziowie liniowi: Sergio Biec Botond Redai |
| Godzina: 16:30 | 12 min. kar |                      | 26 min. kar | Widzów: 86 Sędzia główny: Rainer Kottstorfer Sędziowie liniowi: Sergio Biec Botond Redai |

| 8 stycznia 2017 | Hiszpania | 4:2 | Serbia | Logroño Arena, Logroño |

| Szczegóły      | Szczegóły   | Szczegóły       | Szczegóły   | Szczegóły                                                                                        |
| -------------- | ----------- | --------------- | ----------- | ------------------------------------------------------------------------------------------------ |
| Godzina: 20:00 |             | (2:1, 1:1, 1:0) |             | Widzów: 460 Sędzia główny: Andreis Kudrjasovs Sędziowie liniowi: Tomislav Grozaj Kenneth Nielsen |
| Godzina: 20:00 | 12 min. kar |                 | 14 min. kar | Widzów: 460 Sędzia główny: Andreis Kudrjasovs Sędziowie liniowi: Tomislav Grozaj Kenneth Nielsen |

| 10 stycznia 2017 | Korea Południowa | 4:1 | Australia | Logroño Arena, Logroño |

| Godzina: 13:00 |          |  |          | Sędzia główny: Sędziowie liniowi: |
| Godzina: 13:00 | min. kar |  | min. kar | Sędzia główny: Sędziowie liniowi: |

| 10 stycznia 2017 | Serbia | 6:1 | Belgia | Logroño Arena, Logroño |

| Godzina: 16:30 |          |  |          | Sędzia główny: Sędziowie liniowi: |
| Godzina: 16:30 | min. kar |  | min. kar | Sędzia główny: Sędziowie liniowi: |

| 10 stycznia 2017 | Hiszpania | 10:0 | Meksyk | Logroño Arena, Logroño |

| Godzina: 20:00 |          |  |          | Sędzia główny: Sędziowie liniowi: |
| Godzina: 20:00 | min. kar |  | min. kar | Sędzia główny: Sędziowie liniowi: |

| 11 stycznia 2017 | Australia | 0:6 | Serbia | Logroño Arena, Logroño |

| Godzina: 13:00 |          |  |          | Sędzia główny: Sędziowie liniowi: |
| Godzina: 13:00 | min. kar |  | min. kar | Sędzia główny: Sędziowie liniowi: |

| 11 stycznia 2017 | Meksyk | 0:12 | Korea Południowa | Logroño Arena, Logroño |

| Godzina: 16:30 |          |  |          | Sędzia główny: Sędziowie liniowi: |
| Godzina: 16:30 | min. kar |  | min. kar | Sędzia główny: Sędziowie liniowi: |

| 11 stycznia 2017 | Belgia | 20:00 | Hiszpania | Logroño Arena, Logroño |

| 13 stycznia 2017 | Serbia | 13:00 | Meksyk | Logroño Arena, Logroño |

| 13 stycznia 2017 | Belgia | 16:30 | Australia | Logroño Arena, Logroño |

| 13 stycznia 2017 | Korea Południowa | 16:30 | Hiszpania | Logroño Arena, Logroño |

Tabela
| Lp. | Zespół           | M | Pkt | Z | Zd | Pd | P | G+ | G- | +/− |
| --- | ---------------- | - | --- | - | -- | -- | - | -- | -- | --- |
| 1.  | Australia        | 0 | 0   | 0 | 0  | 0  | 0 | 0  | 0  | 0   |
| 2.  | Belgia           | 0 | 0   | 0 | 0  | 0  | 0 | 0  | 0  | 0   |
| 3.  | Hiszpania        | 0 | 0   | 0 | 0  | 0  | 0 | 0  | 0  | 0   |
| 4.  | Korea Południowa | 0 | 0   | 0 | 0  | 0  | 0 | 0  | 0  | 0   |
| 5.  | Meksyk           | 0 | 0   | 0 | 0  | 0  | 0 | 0  | 0  | 0   |
| 6.  | Serbia           | 0 | 0   | 0 | 0  | 0  | 0 | 0  | 0  | 0   |

    = awans do dywizji II, grupy A      = spadek do dywizji III
Statystyki indywidualne
- Klasyfikacja strzelców:
- Klasyfikacja asystentów:
- Klasyfikacja kanadyjska:
- Klasyfikacja +/−:
- Klasyfikacja skuteczności interwencji bramkarzy:
- Klasyfikacja średniej goli straconych na mecz bramkarzy:

Nagrody indywidualne
Dyrektoriat turnieju wybrał trójkę najlepszych zawodników na każdej pozycji:
- Bramkarz:
- Obrońca:
- Napastnik: